# Elim (Pays-Bas)
Pour les articles homonymes, voir Elim.
Elim est un village situé dans la commune néerlandaise de Hoogeveen, dans la province de Drenthe. Le 1er janvier 2004, il comptait 2 400 habitants.
Les premiers habitants s'y établirent en 1786. Jusqu'en 1924, le village portait le nom de Hollandscheveld-Zuidoost.